# Великий Двор (Воробьёвское сельское поселение)
Вели́кий Двор — деревня в Сокольском районе Вологодской области на реке Корбанка.
Входит в состав Воробьёвского сельского поселения, с точки зрения административно-территориального деления — в Воробьёвский сельсовет. Расположена к северу от автодороги А123.
Расстояние по автодороге до районного центра Сокола — 56 км, до центра муниципального образования Воробьёва — 2 км. Ближайшие населённые пункты — Шипуново, Корино, Новое, Горка, Лубодино.
По переписи 2002 года население — 6 человек.